# آلان فيري (سياسي)
آلان فيري هو مسير أعمال وسياسي فرنسي، ولد في 3 فبراير 1952 في بادن بادن في ألمانيا. نشط حزبياً في الاتحاد من أجل حركة شعبية والحزب الراديكالي.

## مناصب
- انتخب  خلال فترته النيابية ‏ (18 مايو 2020 – ).
- انتخب mayor of Wisches ‏ خلال فترته النيابية ‏ (18 مايو 2020 – ).
- انتخب  خلال فترته النيابية ‏ (23 مارس 2014 – 17 مايو 2020).
- انتخب  لترشحه ضمن قائمة ويستشيس، خلال فترته النيابية ‏ (23 مارس 2014 – ).
- انتخب mayor of Wisches ‏ خلال فترته النيابية ‏ (20 مارس 1989 – 17 مايو 2020).
- انتخب عضو المجلس العام  [لغات أخرى]‏.
- انتخب نائب فرنسي.
- انتخب نائب برلماني [الإنجليزية]‏.